# هاکوب بارسومیان
هاکوب بارسومیان (ارمنی: Հակոբ Բարսումյան؛ زاده ۱۹۳۶ – ربوده‌شد ۱ ژانویه ۱۹۸۶) یک دانشمند ارمنی که فعالیت‌هایش بر روی رشته ارمنی‌شناسی به ویژه در مورد جامعه ارمنی در امپراتوری عثمانی در سده نوزدهم میلادی متمرکز بوده‌است.

## زندگی‌نامه
در ۱۹۳۶ در حلب به دنیا آمد. هاکوب در سنین جوانی والدین خویش را از دست داد و سرپرستی وی را مادربزرگش الیزا کاخدجیان برعهده گرفت. در سال ۱۹۶۰ هاکوب در سان فرانسیسکو کالیفرنیا سکونت گزید. از دانشگاه ایالتی سان‌فرانسیسکو، دانشگاه نیویورک و دانشگاه کلمبیا فارغ‌التحصیل شد. در ۱۹ آوریل ۱۹۶۹، هاکوب با آنائیس بوهجلیان، که اصالتاً اهل اسکندریه، مصر که در ایالات متحده آمریکا زندگی و تحصیل می‌کرد، ازدواج کرد وی همچنین در طی دهه ۱۹۸۰ استاد رشته ارمنی‌شناسی در دانشگاه هایکازیان در بیروت بود. وی در ۱ ژانویه ۱۹۸۶ در سن ۵۰ سالگی در بیروت ربوده شد.

## یادداشت
1. ↑  Anais Bohjelian